# Barrow-in-Furness
Barrow-in-Furness o, più semplicemente Barrow (ca. 55 251 ab.) è un paese del autorità unitaria Westmorland and Furness nella contea inglese della Cumbria, sulla penisola di Furness, della quale è il centro abitato più popoloso. Affacciata sul Mare d'Irlanda, è situata circa 50 km a nord di Blackpool. La città appartenne, fino al 1974, alla contea storica del Lancashire.
Barrow è cresciuta rapidamente intorno a un piccolo villaggio nato intorno al 1840, per raggiungere le dimensioni attuali in capo a circa mezzo secolo. Tra i motori dello sviluppo, si annoverano la presenza della ferrovia (la Furness Railway) e, verso la fine del XIX secolo la nascita di un'importante industria siderurgica. Tuttora attiva, è l'industria navale: a Barrow si trova il più grande cantiere navale del Regno Unito, il quale è anche l'unico deputato alla costruzione di sommergibili.

## Demografica
- Popolazione: 71 980
- Maschi/Femmine: 35 092/36 888
- Fasce di età: 0-15 (14 993), 16-74 (51 228), 75 + (5 759)
- Etnicità 
  - 94,4% Britannica
    - 91,0% Inglese
    - 2,8% Scozzese
    - 0,6% Gallese
    - 0,7% Irlandese del nord

  - 0,4% Irlandese
  - 1,9% Blanco Altra
  - 1,5% Asiatico
    - 1,1% Asiatica meridionale
    - 0,2% Asiatica orientale
    - 0,2% del sud Orientale Asiatico

  - 0,6% Multirazziale
  - 0,5% Nera
  - 0,3% Altra

## Cronologia

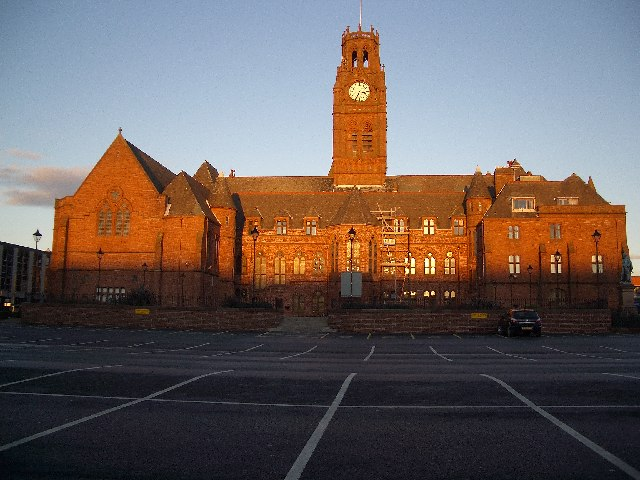
Municipio di Barrow

- 1845 - Inizio dello sviluppo di Barrow-in-Furness.
- 1850 - H.W. Schneider scopre miniere di ferro intorno a Barrow e costruisce i primi altiforni.
- 1865 - Vengono realizzate le principali strutture cittadine (municipio, ufficio postale principale e biblioteca pubblica).
- 1867 - Barrow-in-Furness diventa sede comunale.
- 1876 - Ospita quella che era la più grande acciaieria nel mondo.
- 1897 - James Ramsden fonda a Barrow-in-Furness la Shipbuilding Company, successivamente trasformata in Vickers.
- 1901 - Il primo sommergibile della Royal Navy, Holland 1, viene costruito a Barrow.

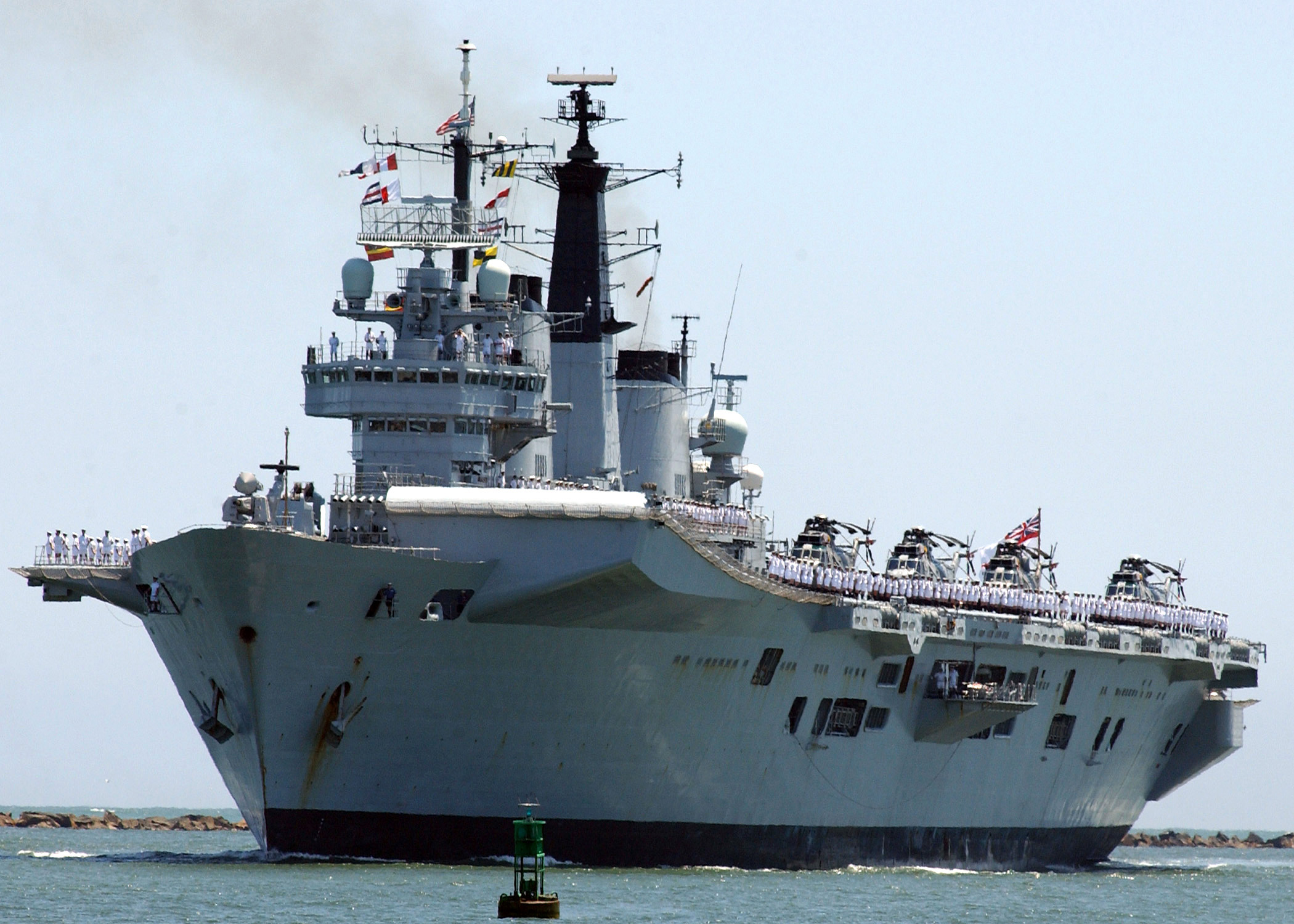
La portaerei leggera Invincible, costruita a Barrow

- 1914 - Vickers raggiunge il 94% nella costruzione della flotta sottomarina inglese
- 1931 - La popolazione di Barrow raggiunge i 77 000 abitanti.
- 1941 - Barrow ed i relativi bacini ricevono vasti danni dai bombardamenti tedeschi nella seconda guerra mondiale.
- 1959 - Il primo sommergibile nucleare del Regno Unito (HMS Dreadnought) viene costruito a Barrow.
- 1974 - La città di Barrow-in-Furness e Dalton-in-Furness si uniscono nella città di Barrow-in-Furness.
- 1985 - Il gas trovato nel mare irlandese viene convogliato a Rampside.
- 2002 - Si verificano 7 morti in 172 casi di Legionella a causa de un condizionatore difettoso nella struttura civica Forum 28.
- 2004 - Almeno 21 raccoglitori di telline cinesi muoiono nella vicina baia di Morecambe.
- 2006 - Il consiglio di Barrow viene multato per 125 000 sterline per la violazione delle leggi sanitarie che hanno causato le morti per legionella. Il consiglio comunale viene, per la prima volta nel Regno Unito, processato per strage in relazione al fatto, ma viene dichiarato non colpevole.
- 2006 - Le scialuppe di salvataggio Barrow RNLI (con altre) vengono utilizzate in un incidente di elicottero nella baia di Morecambe, che ha causato 6 morti e 1 disperso.
- 2007 - La Camera dei Comuni britannica vota il rinnovamento dei sottomarini con il sistema Programma nucleare Trident; essi verranno costruiti a Barrow-in-Furness, come unico cantiere britannico per sommergibili.

## Sport
La città è sede della squadra di calcio Barrow, che milita in quarta divisione inglese.